# Paratomoxioda
Paratomoxioda is een geslacht van kevers uit de familie spartelkevers (Mordellidae).
Het geslacht is voor het eerst wetenschappelijk beschreven in 1954 door Ermisch.

## Soorten
Het geslacht omvat de volgende soorten:
- Paratomoxioda bioculata Franciscolo, 1965
- Paratomoxioda brevis Franciscolo, 1965
- Paratomoxioda capensis Franciscolo, 1965
- Paratomoxioda evanescens (Norman, 1949)
- Paratomoxioda fallaciosa (Stshegoleva-Barovskaya, 1930)
- Paratomoxioda fenestrata Franciscolo, 1965
- Paratomoxioda grandipalpis Franciscolo, 1965
- Paratomoxioda leopardina Ermisch, 1954
- Paratomoxioda novemguttata Franciscolo, 1965
- Paratomoxioda testaceipalpis Franciscolo, 1965
- Paratomoxioda testaceiventris (Píc )
- Paratomoxioda unicinata Franciscolo, 1965